# Aymavilles
Aymavilles település Olaszországban, Valle d’Aosta régióban. Lakosainak száma 2096 fő (2023. január 1.). Aymavilles Cogne, Gressan, Saint-Pierre, Valsavarenche, Jovençan, Sarre és Villeneuve községekkel határos.

## Népesség
A település népességének változása:
| Lakosok száma | 2086 | 2065 | 2096 |
|               | 2017 | 2018 | 2023 |